# Salpis inornata
Salpis inornata är en fjärilsart som beskrevs av Frederick H. Rindge 1971. Salpis inornata ingår i släktet Salpis och familjen mätare. Inga underarter finns listade.